# Hidetoki Takahashi
Hidetoki Takahashi (高橋英辰?, Takahashi Hidetoki; Fukushima, 11 aprile 1916 – 5 febbraio 2000) è stato un allenatore di calcio, calciatore e dirigente sportivo giapponese.

## Carriera

### Calciatore
Iniziò a giocare a calcio a partire dal quarto anno delle scuole elementari, ricoprendo il ruolo di attaccante e proseguendo la carriera anche dopo l'iscrizione all'università di Waseda e all'assunzione, nel 1941, nel reparto dirigenziale della Hitachi.

### Allenatore
Conclusa la carriera di calciatore nel 1955, fu immediatamente assunto alla guida tecnica del club calcistico dell'università di Waseda, guidandola verso il conseguimento di due titoli nel corso della stagione 1956. Grazie a questi risultati Takahashi iniziò a lavorare nel settore tecnico della JFA ottenendo due incarichi di commissario tecnico della Nazionale maggiore (il primo nel 1957, limitatamente ad un tour effettuato in Cina, il secondo tra il 1960 e il 1962 per guidare la squadra nelle qualificazioni ai Mondiali del 1962) e uno per la Nazionale Under-19 nel 1959.
Assunto nel 1966 come dirigente della squadra calcistica del club sportivo della Hitachi, ne assunse la guida tecnica nel 1970: costruendo una squadra con giocatori poco noti ed impostando un tipo di gioco basato sulla velocità, Takahashi guidò l'Hitachi verso la conquista dell'accoppiata titolo-coppa nazionale nel 1972 e il conseguimento di altri trofei nelle stagioni successive (tra cui la prima edizione della Japan Soccer League Cup).

### Dirigente
Dimessosi da allenatore al termine della stagione 1976, Takahashi ricoprì tra il 1979 e il 1986 l'incarico di segretario generale della Japan Soccer League. Fa parte della Japan Football Hall of Fame, nella quale fu introdotto a distanza di nove anni dalla sua morte, avvenuta nel 2000.

## Palmarès

### Allenatore
- East-West College Football Championship: 1

Waseda University: 1956
- All Japan College Football Championship: 1

Waseda University: 1955
- Japan Soccer League: 1

Hitachi: 1972
- Coppa dell'Imperatore: 2

Hitachi: 1972, 1975
- Japan Soccer League Cup: 1

Hitachi: 1976